# Ormosia tokionis
Ormosia tokionis är en tvåvingeart som beskrevs av Alexander 1919. Ormosia tokionis ingår i släktet Ormosia och familjen småharkrankar. Inga underarter finns listade i Catalogue of Life.